# Kapitelberg (Essen)
Der Kapitelberg (auch Stoppenberg) ist eine Anhöhe im Essener Stadtteil Stoppenberg.
Er ist eine etwa 80 Meter hohe Anhöhe inmitten sechs weiterer Hügel. Diese sind geographisch gesehen Ausläufer der norddeutschen Tiefebene. Durch die Anordnung der Hügel entsteht bei deren Betrachtung der Eindruck, dass diese stufenförmig angeordnet sind. So entstand die Vermutung, dass sich der Name Stoppenberg im Laufe der Zeit aus Stufenberg entwickelte. Nach Südosten hin wird der Kapitelberg von der Essener Straße (L 452) aus Essen über Katernberg nach Gelsenkirchen tangiert.
Eine erste urkundliche Erwähnung findet sich im Jahre 1073 mit dem Bau der Stiftskirche Maria in der Not auf dem Stoppenberg genannten Hügel durch die Essener Fürstäbtissin Schwanhild. Sie wurde als Nikolauskapelle ein Jahr spätert durch den Erzbischof Anno II. geweiht.
Nach einer Vermutung von Joseph Wormstall im Jahre 1906 befand sich hier eine der Tamfana geweihte Kultstätte der Marser.